# Alice Pasquini
Alice Pasquini (Roma, 1980) es una artista callejera, pintora, ilustradora y escenógrafa italiana. Es una de las pocas artistas activas en la escena del arte urbano en su país.

## Trayectoria
Se licenció en la Academia de Bellas Artes de Roma, y estudió un máster en Critica de arte en la Universidad Complutense de Madrid. A lo largo de su trayectoria, ha desarrollado diversas líneas de investigación, desde la narración de la vitalidad femenina a las instalaciones con materiales inusuales.
Activa en la escena del arte urbano a nivel internacional, sus obras están presentes en ciudades de todo el mundo, incluidos espacios públicos, galerías y museos de Madrid, Marsella, París, Ámsterdam, Londres, Berlín, Oslo, Nueva York, Buenos Aires, Yogyakarta, Nápoles, Roma, San Benedetto del Tronto o Tarento. Sus obras se han expuesto en la Galería Saatchi, en la Embajada de Estados Unidos en Roma y el Museo de Arte Contemporáneo de Roma y sus cuadernos de viaje han forman parte de la cultura italiana, publicados por Treccani en edición limitada y en edición de librería. En 2011 ilustró Vertigine, el quinto libro de Melissa Panarello.
En 2013, Pasquini realizó una serie de obras para los Museos Capitolinos de Roma, algunas están visibles en la Piazza del Campidoglio, y también colaboró con el Instituto Italiano de Cultura de Singapur y el Instituto Cultural de Montevideo.

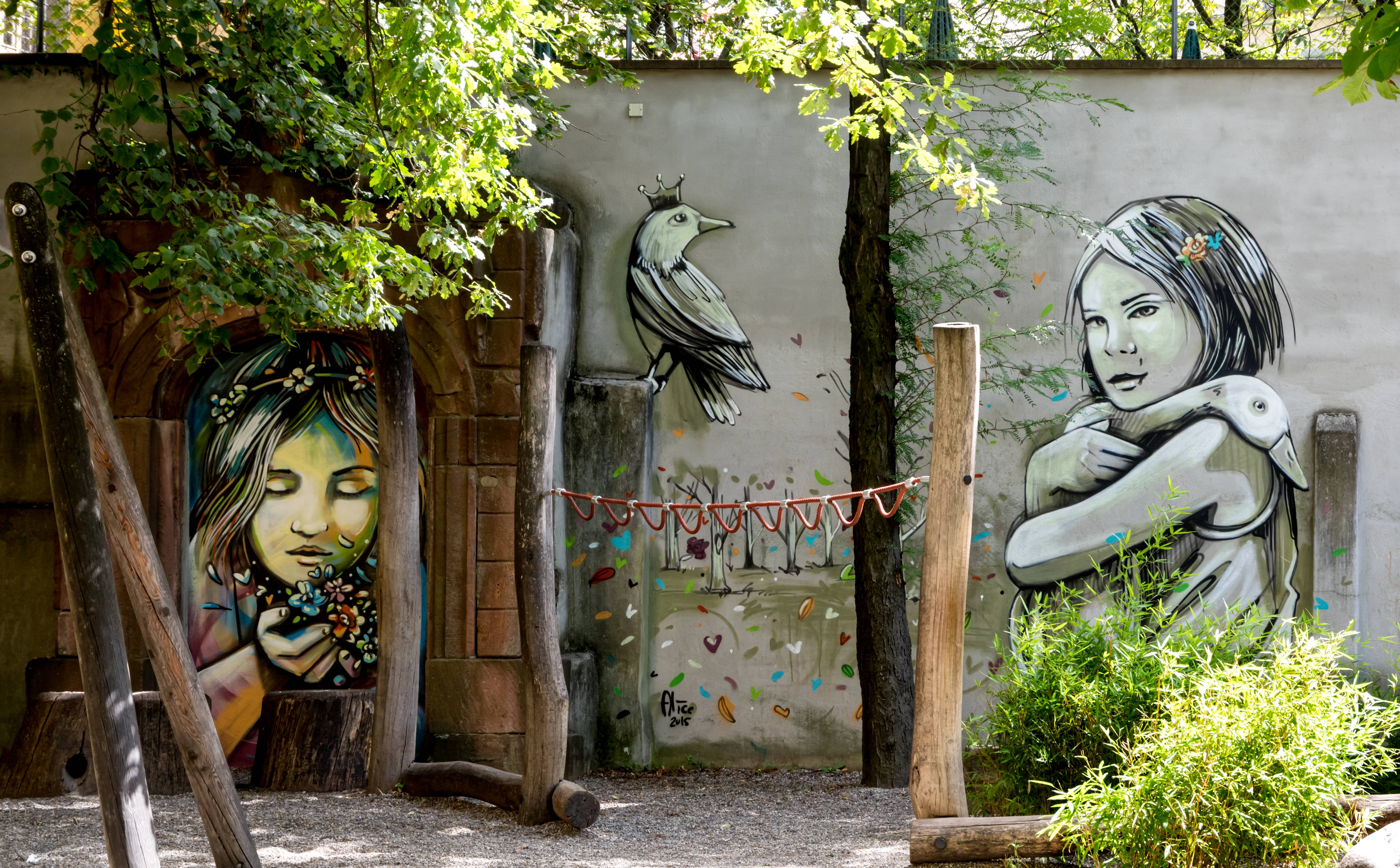
Mural de Alice Pasquini en Augustinerspielplatz (Freiburg)

Formó parte de la iniciativa Muros, que recupera las paredes exteriores del patio del edificio de Tabacalera en Madrid, en la edición de 2016. Desde abril de ese mismo año, es directora artística del CVTà Street Fest de Civitacampomarano, festival de arte contextual y street art.